# Almindelig værftbille
Almindelig værftbille (Elateroides dermestoides) (tidligere Hylecoetus dermestoides) er en bille i familien værftbiller (Lymexylidae) og er hjemmehørende i Europa inklusive Danmark. Larverne af almindelig værftbille borer gange i alle slags nyligt døde træarter, hvor de dyrker svampe som de spiser.

## Beskrivelse
De voksne biller har en kropslængde på 6-18 millimeter. Hunnen er gulbrun og betydeligt større end hannen. Den mindre han er mørk, næsten sort, og har markederede palper, leddede udvækster på munddelene.

## Symbiotisk forhold med svampe
Voksne hunner af almindelig værftbille har i spidsen af deres ovipositor (æglægningsrør) et par poser, der er specialiseret til svampetransport (såkaldte mycetangia eller mycangia). Hunnen lægger sine æg i klynger på nyligt dødt træ i revner og sprækker i barken på f.eks. bøg, eg, gran, gran og birk. Under æglægningen sørger hunnen for at smøre æggene med et slimet sekret fra sine mycetangia, som indeholder sporer af svampen Alloascoidea hylecoeti (tilhørende svampeordenen Saccharomycetales; familien Alloascoideaceae). De udklækkede larver får svampen med sig fra æggenes overflader, og borer sig derefter ind i træet, hvor svampen hurtigt udvikler sig i larvernes voksende tunnelsystem.
Med tiden, efter larvens indtrængen i træet, er tunnelen beklædt med en palisade af vegetative hyfer og klamydosporer (encellede, tykvæggede svampesporer), som larverne ernærer sig af. Larverne spiser ikke selv det sværtfordøjelige træ. Ved slutningen af efteråret er meget af svampepalisaden ædt væk, tunnelindgangen er forseglet, og larverne hviler nu for enderne af tunnelerne. 

## Bidrag fra symbionten
I sin egenskab af at være symbiont forsyner Alloascoidea hylecoeti ikke kun larverne af almindelig værtsbille med næringsstoffer, men kan også give dem nødvendige vækstfaktorer såsom biotin, pantothensyre, thiamin, riboflavin, pyridoxin, nikotinamid, folinsyre, cholinchlorid og carnitin. Således spiller A. hylecoeti  en vigtig rolle i symbiosen, men andre svampe kan dog også være involveret. I alt 17 arter af gærsvampe blev isoleret fra træprøver angrebet af E. dermestoides i det russiske fjernøsten.
Når Alloascoidea hylecoeti dyrkes i kultur kan svampen gøre brug af flere trærelaterede sukkerarter såsom cellobiose, rhamnose, xylose og arabinose.

## Billeder
- Han og hun af almindelig værftbille
- Almindelig værftbille
- Han af almindelig værftbille. Bemærk de karakteristiske palper